# أيدا أوليفييه
إيدا أوليفييه (1911، بوينس آيرس - 2 أغسطس 1998، بوينس آيرس) كانت راقصة وممثلة سينما ومسرح أرجنتينية.

## السيرة الشخصية
كانت أوليفييه من أصل فرنسي. برزت في فنون الرقص، لا سيما في مسرح مايبو خلال عشرينيات وثلاثينيات القرن الماضي. ظهرت لأول مرة في السينما عام 1935 في فيلم Buenos Aires Nights، من إخراج مانويل روميرو وبعد عامين ظهرت في Busco un marido para mi mujer تحت إشراف المخرج Arturo S. Mom. في الثلاثينيات من القرن الماضي، كانت على علاقة مع بيبي أرياس، وظهرت معه في فيلم Maestro Levita (1938).
بعد أن أنهى أرتورو غارسيا بوهر قصة حب مع تيتا ميريلو، أصبح أوليفييه وبوهر زوجين في عام 1950. ولاحقتهما حكومة خوان بيرون بسبب مواقفهما السياسية، فهربا إلى تشيلي في عام 1951 واستقرّا في أوروغواي قبل أن يعودا إلى الأرجنتين في عام 1955 بعد سقوط الحكومة. انتهت علاقتهما بانتحار بوهر في 4 أكتوبر 1995. 
توفيت أوليفييه لأسباب طبيعية في بوينس آيرس عام 1998. تم دفنها في معبد الصادياك لجمعية الممثلين الأرجنتينية في مقبرة شاكاريتا. 

## المسرح
- - The coral (1933)[4]
  - Varied magazines (1935)
  - The crazy hour (1938) and New Broom sweeps (1938), with بيبي أرياس، Marcos Caplán، Lely Morel, Ángela Cuenca and Alicia Barrié.
  - Confession, with غلوريا غوزمان، Azucena Maizani، María Esther Ranges، بيبي أرياس and Alejandro Farías
  - Playing happens the life (1939), with Carlos Ramírez, Severo Fernández, and the company of Luis César Amadori
  - Decimelo With music! (1940)
  - Three things there is in the life! (1940)
  - Quo vadis Argentinus (1944)
  - My beloved daughters (1944)
  - The invasion of the good humour (1944)
  - There are “dreams" that are mules! (1946) with Thelma Carló, Marcos Caplán، Sofia Bozán, Dringue Farías, Gloria Ramírez and Mario Fortuna
  - That fry to walk if helmet! (1946).
  - The Petite Hutte (1951)
  - With water in the hands (1951)
  - The small cabana (1951)
  - Rigoberto (1951)
  - The man of the umbrella (1957), with أرتور غارسيا, Helena Cortesina and Juan Serrador.[5]
  - My woman, the Swede and I (1967)
  - We two (1994)

## فيلموغرافيا
- - My woman, the Swedish and I (1967)
  - Mi novia es un fantasma (1944)
  - I look for a husband for my woman (1938)
  - Master Levita (1938)
  - Buenos Aires Nights (1935)